# Гелма (покрајина)
Гелма (арап. ولاية قالمة), једна је од 48 покрајина у Народној Демократској Републици Алжир. Покрајина се налази у североисточном делу земље у појасу између планинских венца Атласа и Аураса.
Покрајина Гелма покрива укупну површину од 4.101 km² и има 482.261 становника (подаци из 2008. године). Највећи град и административни центар покрајине је град Гелма.